# برخن ویلیامز
برخن ویلیامز (انگلیسی: Bergen Williams؛ زادهٔ ۱۴ ژوئیهٔ ۱۹۵۹) یک هنرپیشه اهل ایالات متحده آمریکا است. وی از سال ۱۹۹۰ میلادی تاکنون مشغول فعالیت بوده‌است.